# Mauguòu
Mauguòu (pronunciat [mawˈɣjɔ(w)] en occità), antigament Melgor/Melgur/Malgur, després Melguel o Melguer (en francès Mauguio, ant. Melgue(i)l) és una localitat situada a la costa mediterrània del sud d'Occitània, al departament de l'Erau, al Llenguadoc, vorejant l'Estanh de l'Òrt (mal traduït en francès com a Etang de l'Or). El seu terme és un dels més importants de la zona, ja que arriba fins al Mediterrani on comprèn la localitat de Carnon i abans posseïa també La Mota Granda.
El melgorès va ser una de les monedes de més àmplia circulació en terres occitanes i també catalanes.
Cal no confondre Mauguòu amb l'antiga ciutat propenca de Magalona.
Els habitants són dits melgoresos o malguiuresos/malguiresos en català.

## Història
Fundada pels visigots al segle v i seu del Bisbat de Magalona, va ser ocupada pels àrabs cap al 720 i destruïda pels francs el 737. La vella Magalona estava situada en una petita illa i servia de plaça d'armes als musulmans per la comoditat del seu port i la facilitat que tenien per abordar-lo venint de la costa al sud dels Pirineus. havia esdevingut un niu de pirates que atacaven tota la costa de Provença, i fou aix que va empènyer Carles Martell a fer destruir Magalona quan tornava a França després del Setge de Narbona (737). El bisbe i el capítol es van retirar a Substancion, llogaret que ja no existeix, i d'ençà de llavors van titular-se bisbes de Substancion, que fou la seu de la diòcesi fins que tres segles després Magalona fou restablerta; de la vella Magalona només va restar la catedral. Encara en temps moderns el port de l'illa s'anomenava Port Sarrasin.
Cap al 812, el comtat de Melguèlh va ser assignat al lot de comtats inclosos dins de la Marca de Septimània i la Gòtia. Va romandre unit al marquesat fins cap al 878. A partir del 878 i fins al 1079 els comtes francs es van establir també a Substancion (comtes de Substancion).
Un tal bisbe Arnau va reconstruir Melguèlh cap al 1040 i va recuperar el nom de Bisbat de Magalona, com després ho van fer els comtes el 1079 (comtes de Magalona o Melguèlh, vegeu Comtat de Melguelh).
El 1213, en el context de la croada contra els càtars, la ciutat va caure en mans de Simó de Montfort. El bisbe Guillem d'Autignac va rebre el títol comtal del Papa Innocenci III el 14 d'abril de 1215. El bisbat fou suprimit el 1536 i traslladat a Montpeller.